# Deus (musikgrupp)
dEUS är ett belgiskt rockband från Antwerpen som bildades under mitten av 1990-talet. Gruppens kärna är Tom Barman (sång och gitarr).

## Diskografi

### Studioalbum
- Zea (1993, EP)
- Worst Case Scenario (1994)
- My sister is my clock (1995, EP)
- In A Bar, Under The Sea (1996)
- The Ideal Crash (1999)
- No more loud music (Compilation, 2001)
- [Tom Barman, Guy van Nueten, live] (2004)
- Pocket Revolution (2005)
- What we talk about (when we talk about love) (2006, EP)
- Vantage Point (18 april 2008)